# Michael Holroyd
Pour les articles homonymes, voir Courcy et Holroyd.
Michael de Courcy Fraser Holroyd, né le 27 août 1935 à Londres, est un écrivain et biographe britannique.

## Biographie
Ancien élève de Eton College, Michael Holroyd est président de la section anglophone du PEN club entre 1985 et 1988. Il est marié à la femme de lettres Margaret Drabble. Parmi les distinctions qu'il a reçues pour son œuvre, il obtient le Heywood Hill Literary Prize en 2001, le David Cohen Prize en 2005 et le James Tait Black Memorial Prize en 2008. Président de la Royal Society of Literature, Michael Holroyd fut anobli en 2007.
Spécialiste de l'œuvre de Lytton Strachey, auquel il consacre une biographie, Sir Michael Holroyd est également son co-exécuteur littéraire, avec l'écrivain Paul Levy. Il est également l'exécuteur testamentaire littéraire de James Strachey, éditeur de la Standard Edition des œuvres psychanalytiques de Freud en anglais, et prépare, pour le Strachey Trust, le dépôt des archives de James et Alix Strachey, à la British Library, en 1978.
Il publie une biographie de George Bernard Shaw en quatre volumes, des essais sur le Bloomsbury Group, notamment sa biographie des peintres Augustus John et Dora Carrington. C'est de ce dernier ouvrage que s'inspire le scénario du film de Christopher Hampton, Carrington, réalisé en 1994.

## Œuvres
Ouvrages traduits en français
- Carrington, Flammarion, 1995 ; Livre de Poche, 2002

Ouvrages en langue anglaise
- Hugh Kingsmill : A Critical Biography, 1964
- Augustus John, 1975 ; 1996
- The Genius of Shaw : A Symposium (dir.), Hodder & Stoughton, 1979
- George Bernard Shaw, 4 vol., 1988-1992
- Lytton Strachey : The New Biography, 1994
- Basil Street Blues, 1999

## Référence de traduction
- (en) Cet article est partiellement ou en totalité issu de l’article de Wikipédia en anglais intitulé « Michael Holroyd » (voir la liste des auteurs).

1. ↑    - (en) Perry Meisel & Walter Kendrick (éd.), Bloomsbury/Freud: The Letters of James and Alix Strachey, 1924-1925, Basic Books, 1985, 360 p.